# 6877 Giada
6877 Giada este un asteroid din centura principală de asteroizi.

## Descriere
6877 Giada este un asteroid din centura principală de asteroizi. A fost descoperit pe 10 octombrie 1994 la Colleverde de Vincenzo Silvano Casulli. El prezintă o orbită caracterizată de o semiaxă mare de 2,32 ua, o excentricitate de 0,14 și o înclinație de 6,2° în raport cu ecliptica.